# Монте Риналдо
Мо̀нте Рина̀лдо (на италиански: Monte Rinaldo, на местен диалект Monranallo, Монранало) е село и община в Централна Италия, провинция Фермо, регион Марке. Разположено е на 485 m надморска височина. Населението на общината е 406 души (към 2011 г.).
До 2004 г. общината е част от провинция Асколи Пичено, когато участва в новата провинция Фермо.